# Free Willy (serie animata)
Free Willy è una serie televisiva a cartoni animati basata sul personaggio di Free Willy, prodotta dalla Warner Bros. Television. È una specie di seguito del film del 1993, di cui riprende alcuni personaggi, aggiungendone però di nuovi.

## Trama
La serie è successiva alla liberazione di Willy dall'acquario. Jesse si trasferisce con la sua famiglia adottiva in un centro di soccorso per animali marini, in cui lavorano il suo amico Randolph, il biologo Naugle e la sua assistente Marlene. Qui Jesse scopre di poter parlare con Willy e gli altri animali; in varie occasioni si scontra con Rocklyn Store, metà uomo e metà macchina, che vuole vendicarsi di Willy che lo ha sfigurato ed è colpevole di vari disastri ambientali.

## Personaggi
- Willy l'orca, protagonista della serie. Contrariamente al film, qui ha la capacità di parlare
- Jesse, il ragazzino amico di willy, ripreso dal film
- Randolph, un nativo americano, ex guardiano dell'acquario, ripreso dal film
- Signor Naugle
- Marlene
- Rocklyn Stone/La Macchina, antagonista della serie
- Ben Shore, ecologista ed idolo di Jesse
- Einstein, un delfino
- Lucille, una foca

## Edizione italiana
In Italia la serie fu proposta originariamente nello spazio Telepiù Bambini, in onda sull'emittente terrestre a pagamento TELE+1, nell'ottobre 1995; fu in seguito trasmessa in chiaro all'interno di Solletico su Raiuno da settembre 1997. Alcuni episodi furono editi in VHS nel 1996 da Warner Home Video.

### Doppiaggio
| Nome del personaggio        | Doppiatore originale | Doppiatore italiano |
| --------------------------- | -------------------- | ------------------- |
| Jesse                       | Zackary Bennett      | Davide Lepore       |
| Willy, l'orca               | Paul Haddad          | Francesco Pezzulli  |
| Marlene                     | Rachael Crawford     | Chiara Colizzi      |
| Rocklyn Stone / la macchina | Gary Krawford        | Angelo Nicotra      |
| Lucille                     | Alyson Court         | ?                   |
| Randolph                    | Michael Fletcher     | ?                   |
| Annie                       | Sheila McCarthy      | ?                   |
| Einstein                    | Kevin Zegers         |                     |

## Episodi
| nº               | Titolo originale            | Titolo italiano     | Prima TV originale | Prima TV Italia |
| ---------------- | --------------------------- | ------------------- | ------------------ | --------------- |
| Prima stagione   |                             |                     |                    |                 |
| 1                | Truth Talker                | Un lavoro per Jesse | 24 settembre 1994  | 1995            |
| 2                | Cry of the Dolphin          | ?                   | 1 ottobre 1994     | 1995            |
| 3                | Stone                       | ?                   | 8 ottobre 1994     | 1995            |
| 4                | Defenders of the Deep       | ?                   | 15 ottobre 1994    | 1995            |
| 5                | The Eel Beast               | ?                   | 22 ottobre 1994    | 1995            |
| 6                | Cephalopod                  | ?                   | 29 ottobre 1994    | 1995            |
| 7                | Sealed Fate                 | Viva la libertà     | 5 novembre 1994    | 1995            |
| 8                | Shark Masters               | Gli squali          | 12 novembre 1994   | 1995            |
| 9                | Hope                        | ?                   | 19 novembre 1994   | 1995            |
| 10               | Milestones                  | ?                   | 3 dicembre 1994    | 1995            |
| 11               | The Catch                   | ?                   | 10 dicembre 1994   | 1995            |
| 12               | The Treasure of Misty Cove  | ?                   | 17 dicembre 1994   | 1995            |
| 13               | Ghost Ship                  | ?                   | 24 dicembre 1994   | 1995            |
| Seconda stagione |                             |                     |                    |                 |
| 14               | Voyage of the Eco Ranger II | ?                   | 9 settembre 1995   | ?               |
| 15               | Tip of the Iceberg          | ?                   | 16 settembre 1995  | ?               |
| 16               | The Hunted                  | ?                   | 23 settembre 1995  | ?               |
| 17               | Paradise Found              | ?                   | 30 settembre 1995  | ?               |
| 18               | Pier Pressure               | ?                   | 7 ottobre 1995     | ?               |
| 19               | Live and Let Dive           | ?                   | 14 ottobre 1995    | ?               |
| 20               | Turmoil                     | ?                   | 21 ottobre 1995    | ?               |
| 21               | Yule Tide and Red Tide      | ?                   | 16 dicembre 1995   | ?               |